# 新潟青陵高等学校
新潟青陵高等学校（にいがたせいりょうこうとうがっこう）は、新潟県新潟市中央区水道町一丁目にある私立高等学校。

## 設置学科
- 3つのコースが設置されている
  - 普通コース
  - 特進コース
  - 高大一貫コース

## 沿革
（沿革節の主要な出典は公式サイト）
- 1900年（明治33年） - 裁縫講習所開講、新潟女子工芸学校に改称
- 1944年（昭和19年） - 新潟高等実践女学校に改称
- 1948年 - 学制改革により新潟女子工芸高等学校に改称
- 1957年 - 現在地に移転
- 1960年 - 普通科を設置
- 1962年 - 商業科を設置
- 1965年 - 現校名に改称
- 1986年 - 普通科を男女共学化
- 2000年（平成12年） - 創立100周年記念式典
- 2003年 - 商業科を閉課程
- 2012年 - 生活服飾科を閉課程

## クラブ活動

### 運動部
- 弓道
- 剣道★
- 硬式野球★
- サッカー（男子）
- 水泳
- 体操
- 女子卓球★ - 高校総体 31回出場
- 男子卓球★
- ダンス
- 女子テニス
- 男子テニス
- 女子バスケットボール★
- 男子バスケットボール
- 女子バドミントン★
- 男子バドミントン
- 女子バレーボール★ - 春の高校バレー 3回出場、高校総体 9回出場
- ボクシング
- 陸上競技

### 文化部
- 演劇
- サイエンス
- 茶道
- 写真
- 書道
- 吹奏楽
- 調理
- バトントワリング
- 美術
- 文芸
- メディア
- ESS同好会
- AIC同好会

★は強化指定部

## アクセス
- 越後線（JR東日本）白山駅 徒歩12分
- 新潟交通 C2 浜浦町線 「水道町1丁目」バス停 徒歩1分
- 通学時間帯にスクールバスを運行

## 高校関係者

### 著名な教職員
- 石田信次 - 教育者、元校長。

### 著名な出身者
- 稲野和子 - 女優
- 愛恵 - リポーター
- 捧匡子 - バドミントン選手・バルセロナオリンピック代表
- 田中麻衣美 - 女子競輪選手、元モデル
- HIWA（放課後ハートビート） - お笑い芸人
- 佐藤琢磨 -  プロ野球選手

## 系列校
- 新潟青陵大学
- 新潟青陵大学短期大学部
- 新潟青陵幼稚園